# Geoffrey Landis
Pour les articles homonymes, voir Landis.
Œuvres principales
- Mars Crossing
- Le Sultan des nuages

Geoffrey Alan Landis, né le 28 mai 1955 à Détroit dans l'État du Michigan, est un scientifique américain travaillant à la NASA sur les programmes d'exploration de Mars et de Vénus et les techniques avancées associées,. Il a breveté huit modèles de cellules solaires et de dispositifs photovoltaïques et a donné des conférences à propos de la possibilité des voyages interstellaires, ainsi que sur celle d'établir une base lunaire et martienne.
Il est également l'auteur d'ouvrages de science-fiction récompensés par plusieurs prix littéraires prestigieux :
- prix Nebula de la meilleure nouvelle courte 1989 pour Quelques rides sur la mer de Dirac,
- prix Hugo de la meilleure nouvelle courte 1992 pour Marche au soleil,
- prix Locus du meilleur premier roman 2001 pour Mars Crossing,
- prix Hugo de la meilleure nouvelle courte 2003 pour Falling Onto Mars,
- prix Theodore-Sturgeon de la meilleure nouvelle de science-fiction 2011 pour Le Sultan des nuages.

## Œuvres

### Romans
- Mars Crossing, 2000Prix Locus du meilleur premier roman 2001
- Le Sultan des nuages, Le Bélial', coll. « Une heure-lumière » no 11, 2017 (The Sultan of the Clouds, 2010)Prix Theodore-Sturgeon 2011

### Recueils de nouvelles
- Myths, Legends, and True History, 1991
- Impact Parameter and Other Quantum Realities, 2001

### Nouvelles traduites en français
- Quelques rides sur la mer de Dirac, 1992 (Ripples in the Dirac Sea, 1988)Parue dans l'anthologie Futurs tous azimuts, Pocket, coll. « Science-fiction » no 5375 - Prix Nebula de la meilleure nouvelle courte 1989
- États de vide, 1991 (Vacuum States, 1988)Parue dans l'anthologie Futurs à gogos, Pocket, coll. « Science-fiction » no 5372
- Marche au soleil, 1993 (A Walk in the Sun, 1991)Parue dans l'anthologie Futurs qui craignent, Pocket, coll. « Science-fiction » no 5377 - Prix Hugo de la meilleure nouvelle courte 1992
- Les Habitudes singulières des guêpes, 1999 (The Singular Habits of Wasps, 1994)Parue dans l'anthologie  Invasions 99, Le Bélial'